# 에두아르트 부흐너
에두아르트 부흐너(독일어: Eduard Buchner, 1860년 5월 20일 ~ 1917년 8월 13일)는 발효에 대한 연구로 1907년 노벨 화학상을 수상한 독일의 화학자이다.
1878년 뮌헨 공과대학교에서 학업을 시작했으나 1882년에서 1883년 사이에 잠시 중단하고 뮌헨의 한 통조림 공장에서 일했다. 여기서 그는 발효의 문제에 대해 접하게 되었다. 에를랑겐에서 오토 피셔(Otto Fischer)와 함께 공부한 후 뮌헨 대학교에서 1888년에 박사학위를 받았다. 그 후 1896년에서 1898년까지 튀빙겐 대학교에서 화학과의 촉탁교수로 일했으며 1898년에 베를린 농학대학의 교수가 되어 1909년까지 일했다. 1896년 《효모 없는 알코올 발효》라는 논문을 발표하고, 1907년 무세포 발효를 발견하여 노벨 화학상을 받았다. 후에 브레슬라우 대학 교수와 추밀원 고문관을 지내다가 제1차 세계 대전에 종군하여 전사하였다. 저서에 《치마제 발효》가 있다.

## 무세포 발효실험
부흐너 실험은 살아있지 않은 효모 추출물이 실제로 당을 발효시킴을 입증하였다. 그 당시에는 생기론에 의해 발효에는 살아있는 생명이 필요하다고 여겨졌었다. 건조효모를 갈아서 가루로 만들고 당과 함께 넣어 며칠 뒤, 이산화탄소가 생성됨을 확인하였다. 실험에 실제 살아있는 효모는 없었다. 부크너는 발효가 효모 내부에서 진행되는 것이 아니라, 특정 단백질 (효소)을 분비하여 일어나는 것이라고 가설을 세웠으며, 이는 실제로 그러하다.

## 저서
- Eduard Buchner (1897). “Alkoholische Gährung ohne Hefezellen (Vorläufige Mitteilung)”. 《Berichte der Deutschen Chemischen Gesellschaft》 30: 117–124. doi:10.1002/cber.18970300121.
- Eduard Buchner, Rudolf Rapp (1899). “Alkoholische Gährung ohne Hefezellen”. 《Berichte der Deutschen Chemischen Gesellschaft》 32 (2): 2086–2094. doi:10.1002/cber.189903202123.
- Robert Kohler (1971). “The background to Eduard Buchner's discovery of cell-free fermentation”. 《Journal of the History of Biology》 4 (1): 35–61. doi:10.1007/BF00356976. PMID 11609437.
- Robert Kohler (1972). “The reception of Eduard Buchner's discovery of cell-free fermentation”. 《Journal of the History of Biology》 5 (2): 327–353. doi:10.1007/BF00346663. PMID 11610124.

## 같이 보기
- 생화학의 역사